# Sundance Film Festival 2019
Il Sundance Film Festival 2019 ha avuto luogo a Park City, Utah, dal 24 gennaio al 3 febbraio 2019.
Il programma dell'edizione è stato annunciato il 28 novembre 2018.

## Programma

### U.S. Dramatic
- Before You Know It, regia di Hannah Pearl Utt
- Big Time Adolescence, regia di Jason Orley
- Brittany non si ferma più (Brittany Runs a Marathon), regia di Paul Downs Colaizzo
- Clemency, regia di Chinonye Chukwu
- The Farewell - Una bugia buona (The Farewell), regia di Lulu Wang
- Hala, regia di Minhal Baig
- Honey Boy, regia di Alma Har'el
- Imaginary Order, regia di Debra Eisenstadt
- The Last Black Man in San Francisco, regia di Joe Talbot
- Luce, regia di Julius Onah
- Ms. Purple, regia di Justin Chon
- Native Son, regia di Rashid Johnson
- Share, regia di Pippa Bianco
- Il rumore della vita (The Sound of Silence), regia di Michael Tyburski
- Them That Follow, regia di Britt Poulton e Dan Savage
- To the Stars, regia di Martha Stephens

### U.S. Documentary
- Always in Season, regia di Jacqueline Olive
- Apollo 11, regia di Todd Douglas Miller
- Bedlam, regia di Kenneth Paul Rosenberg
- David Crosby: Remember My Name, regia di A.J. Eaton
- Hail Satan?, regia di Penny Lane
- Jawline, regia di Liza Mandelup
- Knock Down the House, regia di Rachel Lears
- Made in USA - Una fabbrica in Ohio (American Factory), regia di Steven Bognar e Julia Reichert
- Midnight Family, regia di Luke Lorentzen
- Mike Wallace Is Here, regia di Avi Belkin
- Moonlight Sonata: Deafness in Three Movements, regia di Irene Taylor Brodsky
- One Child Nation, regia di Nanfu Wang e Jialing Zhang
- Pahokee, regia di Ivete Lucas e Patrick Bresnan
- Tigerland, regia di Ross Kauffman
- Untitled Amazing Johnathan Documentary, regia di Ben Berman
- Where's My Roy Cohn?, regia di Matt Tyrnauer

### World Cinema Dramatic
- Dirty God, regia di Sacha Polak (Paesi Bassi, Regno Unito, Irlanda, Belgio)
- Divine Love, regia di Gabriel Mascaro (Brasile, Uruguay, Danimarca, Norvegia, Cile)
- Dolce fine giornata, regia di Jacek Borcuch (Polonia)
- Judy & Punch, regia di Mirrah Foulkes (Australia)
- Koko-di Koko-da, regia di Johannes Nyholm (Svezia, Danimarca)
- The Last Tree, regia di Shola Amoo (Regno Unito)
- Monos - Un gioco da ragazzi (Monos), regia di Alejandro Landes (Colombia, Argentina, Paesi Bassi, Germania, Svezia, Uruguay)
- Queen of Hearts, regia di May el-Toukhy (Danimarca)
- The Sharks, regia di Lucía Garibaldi (Uruguay, Argentina)
- The Souvenir, regia di Joanna Hogg (Regno Unito)
- Esto no es Berlín, regia di Hari Sama (Messico)
- We Are Little Zombies, regia di Makoto Nagahisa (Giappone)

### World Cinema Documentary
- Advocate, regia di Rachel Leah Jones (Israele, Canada, Svizzera)
- Cold Case Hammarskjöld, regia di Mads Brügger (Danimarca, Norvegia, Svezia, Belgio)
- The Disappearance of My Mother, regia di Beniamino Barrese (Italia)
- Gaza, regia di Garry Keane e Andrew McConnell (Irlanda)
- Honeyland (Medena zemja), regia di Ljubomir Stefanov e Tamara Kotevska (Macedonia del Nord)
- Lapü, regia di Juan Pablo Polanco e César Alejandro Jaimes
- The Magic Life of V, regia di Tonislav Hristov (Finlandia, Danimarca, Bulgaria)
- Midnight Traveler, regia di Hassan Fazili (Stati Uniti d'America, Qatar, Regno Unito, Canada)
- Sea of Shadows, regia di Richard Ladkani (Austria)
- Shooting the Mafia, regia di Kim Longinotto (Irlanda)
- Stieg Larsson - The Man Who Played With Fire, regia di Henrik Georgsson (Svezia)
- The Edge of Democracy, regia di Petra Costa (Brasile)

### Premieres
- Animals, regia di Sophie Hyde
- Blinded by the Light - Travolto dalla musica (Blinded by the Light), regia di Gurinder Chadha
- Dopo il matrimonio (After the Wedding), regia di Bart Freundlich (2019)
- Ted Bundy - Fascino criminale (Extremely Wicked, Shockingly Evil and Vile), regia di Joe Berlinger
- I Am Mother, regia di Grant Sputore
- Late Night, regia di Nisha Ganatra
- Official Secrets - Segreto di stato (Official Secrets), regia di Gavin Hood
- Paddleton, regia di Alex Lehmann
- Photograph, regia di Ritesh Batra
- Relive, regia di Jacob Aaron Estes
- Sonja - The White Swan, regia di Anne Sewitsky
- The Mustang, regia di Laure de Clermont-Tonnerre
- Una famiglia al tappeto (Fighting with My Family), regia di Stephen Merchant
- Il ragazzo che catturò il vento (The Boy Who Harnessed the Wind), regia di Chiwetel Ejiofor
- The Report, regia di Scott Z. Burns
- The Sunlit Night, regia di David Wnendt
- The Tomorrow Man, regia di Noble Jones
- Top End Wedding, regia di Wayne Blair
- Troupe Zero, regia di Bert & Bertie
- Velvet Buzzsaw, regia di Dan Gilroy

### Documentary Premieres
- Ask Dr. Ruth, regia di Ryan White
- The Great Hack - Privacy violata, regia di Karim Amer e Jehane Noujaim
- Halston, regia di Frédéric Tcheng
- The Inventor: Out for Blood in Silicon Valley, regia di Alex Gibney
- Love, Antosha, regia di Garret Price
- Marianne & Leonard: Words of Love, regia di Nick Broomfield
- MERATA: How Mum Decolonised The Screen, regia di Hepi Mita
- Miles Davis: Birth of the Cool, regia di Stanley Nelson
- Raise Hell: The Life & Times of Molly Ivins, regia di Janice Engel
- Toni Morrison: The Pieces I Am, regia di Timothy Greenfield-Sanders
- Untouchable, regia di Ursula Macfarlane
- Words from a Bear, regia di Jeffrey Palmer
- The Brink - Sull'orlo dell'abisso, regia di Alison Klayman

### NEXT
- Adam, regia di Rhys Ernst
- The Death of Dick Long, regia di Daniel Scheinert
- Give Me Liberty, regia di Kirill Mikhanovsky
- The Infiltrators, regia di Alex Rivera e Cristina Ibarra
- Light From Light, regia di Paul Harrill
- Paradise Hills, regia di Alice Waddington
- Premature, regia di Rashaad Ernesto Green
- Selah and the Spades, regia di Tayarisha Poe
- Sister Aimee, regia di Samantha Buck e Marie Schlingmann
- The Wolf Hour, regia di Alistair Banks Griffin

### Midnight
- Corporate Animals, regia di Patrick Brice
- Greener Grass, regia di Jocelyn DeBoe
- Hole - L'abisso (The Hole in the Ground), regia di Lee Cronin
- Little Monsters, regia di Abe Forsythe
- The Lodge, regia di Veronika Franz e Severin Fiala
- Memory - The Origins of Alien, regia di Alexandre O. Philippe
- Mope, regia di Lucas Heyne
- Sweetheart, regia di JD Dillard
- Wounds, regia di Babak Anvari

### Spotlight
- Antropocene - L'epoca umana (Anthropocene: The Human Epoch), regia di Jennifer Baichwal, Nicholas de Pencier e Edward Burtynsky
- La fattoria dei nostri sogni (The Biggest Little Farm), regia di John Chester
- Oro verde - C'era una volta in Colombia (Pájaros de verano), regia di Cristina Gallego e Ciro Guerra
- Maiden, regia di Alex Holmes
- The Mountain, regia di Rick Alverson
- The Nightingale, regia di Jennifer Kent

### Kids
- Abe, regia di Fernando Grostein Andrade
- The Elephant Queen, regia di Victoria Stone e Mark Deeble
- The Witch Hunters, regia di Rasko Miljkovic

## Giurie
- U.S. Dramatic: Desiree Akhavan, Damien Chazelle, Dennis Lim, Phyllis Nagy, Tessa Thompson
- U.S. Documentary: Lucien Castaing-Taylor, Yance Ford, Rachel Grady, Jeff Orlowski, Alissa Wilkinson
- World Cinema Dramatic: Jane Campion, Charles Gillibert, Ciro Guerra
- World Cinema Documentary: Maite Alberdi, Nico Marzano, Véréna Paravel
- Shorts Film: Young Jean Lee, Carter Smith, Sheila Vand
- NEXT: Laurie Anderson
- Premio Alfred P. Sloan: Mandë Holford, Katie Mack, Sev Ohanian, Lydia Dean Pilcher, Corey Stoll

## Premi
- Grand Jury Prize: Dramatic – Clemency, regia di Chinonye Chukwu
- Directing Award: Dramatic – The Last Black Man in San Francisco, regia di Joe Talbot
- Waldo Salt Screenwriting Award – Share, regia di Pippa Bianco
- U.S. Dramatic Special Jury Award for Vision and Craft - Honey Boy, regia di Alma Har'el
- U.S. Dramatic Special Jury Award for Creative Collaboration - The Last Black Man in San Francisco, regia di Joe Talbot
- U.S. Dramatic Special Jury Award for Achievement in Acting - Rhianne Barreto per Share
- Grand Jury Prize: Documentary – One Child Nation, regia di Nanfu Wang e Jialing Zhang
- Directing Award: Documentary – Made in USA - Una fabbrica in Ohio (American Factory), regia di Steven Bognar e Julia Reichert
- U.S. Documentary Special Jury Award for Moral Urgency - Always in Season, regia di Jacqueline Olive
- U.S. Documentary Special Jury Award: Emerging Filmmaker - Jawline, regia di Liza Mandelup
- U.S. Documentary Special Jury Award for Editing - Apollo 11, regia di Todd Douglas Miller
- U.S. Documentary Special Jury Award for Cinematography - Luke Lorentzen per Midnight Family
- Audience Award: Dramatic – Brittany non si ferma più (Brittany Runs a Marathon), regia di Paul Downs Colaizzo
- Audience Award: Documentary – Knock Down the House, regia di Rachel Lears
- Audience Award: World Cinema Dramatic - Queen of Hearts, regia di May el-Toukhy
- Audience Award: World Cinema Documentary - Sea of Shadows, regia di Richard Ladkani
- World Cinema Grand Jury Prize: Dramatic – The Souvenir, regia di Joanna Hogg
- World Cinema Directing Award: Dramatic – The Sharks, regia di Lucía Garibaldi
- World Cinema Dramatic Special Jury Award for Originality - We Are Little Zombies, regia di Makoto Nagahisa
- World Cinema Dramatic Special Jury Award - Monos, regia di Alejandro Landes
- World Cinema Dramatic Special Jury Prize for Ensemble Acting – Krystyna Janda per Dolce fine giornata
- World Cinema Jury Prize: Documentary – Honeyland (Medena zemja), regia di Ljubomir Stefanov e Tamara Kotevska
- World Cinema Directing Award: Documentary – Cold Case Hammarskjold, regia di Mads Brügger
- World Cinema Documentary Special Jury Award – Midnight Traveler, regia di Hassan Fazili
- World Cinema Documentary Special Jury Award for Impact for Change - Honeyland (Medena zemja), regia di Ljubomir Stefanov e Tamara Kotevska
- World Cinema Documentary Special Jury Award for Cinematography - Honeyland (Medena zemja), regia di Ljubomir Stefanov e Tamara Kotevska
- NEXT Innovator Award – The Infiltrators, regia di Alex Rivera e Cristina Ibarra
- NEXT Audience Award - The Infiltrators, regia di Alex Rivera e Cristina Ibarra
- Alfred P. Sloan Prize – Il ragazzo che catturò il vento (The Boy Who Harnessed the Wind), regia di Chiwetel Ejiofor
- NHK Award -  The Mustang, di Laure de Clermont-Tonnerre